# 可支配所得
可支配所得（英語：Disposable Income，縮寫作DI），或稱可處分所得，為一經濟名詞，其概念為「實際收到的所得」（net pay）。實務上是由總所得扣除直接稅而得。

## 定义
以台灣行政院主計處所編製的可支配所得資料為例，其定義如下：
可支配所得 = 所得收入總計 - 非消費支出
其中，非消費支出由利息、賦稅支出及經常移轉支出所組成。由此而知，此處的可支配所得較接近Discretionary Income。
台灣行政院主計處定義可支配所得係為所有所得收入扣除非消費性支出（例：利息、社會保險保費、稅金、罰款、捐款及禮金等）之後，剩餘可以用來支應日常生活開銷（消費性支出）的所得。
台灣行政院主計處所定義非消費支出細項如下:
1. 利息支出（金融機構、民間）
  - 房屋貸款利息
  - 其他（含合會）
2. 經常移轉支出
  - 對私人及企業
    - 婚生壽喪慶禮金（含年節紅包）
    - 公益慈善捐款（寺廟、教會、財團法人等）
    - 其他（工會或公會會費、互助金、戶外親友生活費等）

  - 對政府
    - 房屋稅、地價稅
    - 綜合所得稅
    - 其他稅捐（契稅、遺產稅、土地增值稅、汽機車牌照稅、證交稅、印花稅等）
    - 彩券
    - 其他（罰款、規費、工程受益、汽車檢驗費、行車執照費、燃料使用費、護照等）

  - 社會保險
    - 公保保費
    - 勞保保費
    - 農保保費
    - 漁保保費
    - 軍保保費
    - 健保保費
    - 國民年金保費

  - 對國外